# Hotcakes & Outtakes: 30 Years of Little Feat
Albums de Little Feat
Chinese Work Songs
(2000) Late Night Truck Stop
(2001)
Hotcakes & Outtakes: 30 Years of Little Feat est une compilation de Little Feat, sortie le 19 septembre 2000.

## Liste des titres
| 1.  | Strawberry Flats        | Lowell George, Bill Payne                       | 2:23 |
| 2.  | Hamburger Midnight      | Roy Estrada, Lowell George                      | 2:29 |
| 3.  | Easy to Slip            | Lowell George, Martin Kibbee                    | 3:21 |
| 4.  | Cold Cold Cold          | Lowell George                                   | 4:00 |
| 5.  | Sans titre              | Lowell George                                   | 2:17 |
| 6.  | Tripe Face Boogie       | Richie Hayward, Bill Payne                      | 3:15 |
| 7.  | Willin'                 | Lowell George                                   | 2:56 |
| 8.  | Cat Fever               | Bill Payne                                      | 4:35 |
| 9.  | Sailin' Shoes           | Lowell George                                   | 2:51 |
| 10. | Dixie Chicken           | Lowell George, Martin Kibbee                    | 3:55 |
| 11. | Two Trains              | Lowell George                                   | 3:07 |
| 12. | Roll Um Easy            | Lowell George                                   | 2:31 |
| 13. | Fat Man in the Bathtub  | Lowell George                                   | 4:31 |
| 14. | Fool Yourself           | Fred Tackett                                    | 3:16 |
| 15. | Spanish Moon            | Lowell George                                   | 2:43 |
| 16. | Rock & Roll Doctor      | Martin Kibbee                                   | 2:58 |
| 17. | Oh, Atlanta             | Bill Payne                                      | 3:29 |
| 18. | Skin It Back            | Paul Barrere                                    | 4:13 |
| 19. | Feats Don't Fail Me Now | Paul Barrere, Lowell George, Martin Kibbee      | 2:28 |
| 20. | Mercenary Territory     | Elizabeth George, Lowell George, Richie Hayward | 4:26 |
| 21. | All That You Dream      | Paul Barrere, Bill Payne                        | 3:33 |
| 22. | Long Distance Love      | Lowell George                                   | 2:43 |
| 23. | Day or Night            | Bill Payne, Fran Tate                           | 6:23 |

| 1.  | Hi Roller                 | Paul Barrere                                           | 3:37 |
| 2.  | Time Loves a Hero         | Paul Barrere, Kenny Gradney, Bill Payne                | 3:48 |
| 3.  | Rocket in My Pocket       | Lowell George                                          | 3:23 |
| 4.  | Old Folks' Boogie         | Gabriel Barrere, Paul Barrere                          | 3:32 |
| 5.  | Day Time Dog Races        | Sam Clayton, Kenny Gradney, Richie Hayward, Bill Payne | 6:28 |
| 6.  | Fat Man in the Bathtub    | Lowell George                                          | 4:57 |
| 7.  | All That You Dream        | Paul Barrere, Bill Payne                               | 4:31 |
| 8.  | Mercenary Territory       | Elizabeth George, Richie Hayward                       | 4:38 |
| 9.  | Spanish Moon              | Lowell George                                          | 5:01 |
| 10. | 20 Million Things         | Lowell George, Jed Levy                                | 2:49 |
| 11. | Down on the Farm          | Bill Payne                                             | 3:49 |
| 12. | Six Feet of Snow          | Gabriel Barrrre, Paul Barrére                          | 2:32 |
| 13. | Gringo                    | Bill Payne                                             | 6:34 |
| 14. | Lonesome Whistle          | Jimmie Davis, Hank Williams                            | 3:14 |
| 15. | Front Page News           | Bill Payne                                             | 4:50 |
| 16. | The Fan                   | Lowell George, Bill Payne                              | 6:16 |
| 17. | Red Steamliner            | Bill Payne, Fran Tate                                  | 4:57 |
| 18. | Teenage Nervous Breakdown | Lowell George                                          | 4:14 |

| 1.  | Have to Lose Your Lovin'                             | Paul Barrere, Craig Fuller                                                     | 4:22 |
| 2.  | Let It Roll                                          | Paul Barrere, Martin Kibbee, Bill Payne                                        | 4:30 |
| 3.  | Hangin' on to the Good Times                         | Paul Barrere, Craig Fuller, Bill Payne, Fred Tackett                           | 4:46 |
| 4.  | Rad Gumbo                                            | Paul Barrere, Sam Clayton, Kenny Gradney, Martin Kibbee, Neon Park, Bill Payne | 3:30 |
| 5.  | Texas Twister                                        | Paul Barrere, Martin Kibbee, Bill Payne, Fred Tackett                          | 4:47 |
| 6.  | Representing the Mambo                               | Paul Barrere, Neon Park, Bill Payne, Fred Tackett                              | 5:55 |
| 7.  | The Ingenue                                          | Paul Barrere, Craig Fuller, Neon Park, Bill Payne, Fred Tackett                | 4:23 |
| 8.  | Shake Me Up                                          | Paul Barrere, Craig Fuller, Martin Kibbee, Bill Payne                          | 4:53 |
| 9.  | Things Happen                                        | Gabriel Paul Barrere, Craig Fuller, Martin Kibbee, Bill Payne, Fred Tackett    | 4:26 |
| 10. | Borderline Blues                                     | Paul Barrere, Shaun Murphy, Bill Payne, Fred Tackett, Bill Wray                | 4:22 |
| 11. | Cadillac Hotel                                       | Bill Payne, Bill Wray                                                          | 5:31 |
| 12. | Ain't Had Enough Fun                                 | Paul Barrére, Shaun Murphy, Bill Payne, Fred Tackett                           | 3:27 |
| 13. | I Can't Be Satisfied / They're Red Hot (Hot Tamales) | Robert Johnson, Muddy Waters                                                   | 4:55 |
| 14. | Home Ground                                          | Paul Barrere                                                                   | 4:08 |
| 15. | The Blues Don't Tell It All                          | Shaun Murphy, Bill Payne                                                       | 6:15 |
| 16. | Eden's Wall                                          | Paul Barrere, Shaun Murphy, Bill Payne                                         | 6:32 |

| 1.  | Lightning Rod Man                      | Martin Kibbee                              | 2:13 |
| 2.  | Crack in Your Door                     | Lowell George                              | 2:31 |
| 3.  | Teenage Nervous Breakdown              | Lowell George, Martin Kibbee               | 3:19 |
| 4.  | Juliette                               | Lowell George                              | 2:56 |
| 5.  | Jazz Thing in Ten                      | Richie Hayward, Shaun Murphy, Bill Payne   | 3:31 |
| 6.  | Rat Faced Dog                          | Bill Payne, George Payne                   | 4:53 |
| 7.  | Doglines                               | Bill Payne                                 | 2:47 |
| 8.  | Wait Till the Shit Hits the Fan        | Lowell George, Bill Payne                  | 2:48 |
| 9.  | East to Fall (Easy to Slip)            | Martin Kibbee                              | 2:41 |
| 10. | Texas Rose Cafe                        | Lowell George                              | 3:23 |
| 11. | Dorisville                             | Lowell George                              | 2:43 |
| 12. | Boogie (Tripe Face Boogie)             | Richie Hayward, Bill Payne                 | 3:45 |
| 13. | Two Trains                             | Lowell George                              | 3:18 |
| 14. | Roto/Tone                              | Elliot Ingber                              | 4:06 |
| 15. | Ace in the Hole (Hi Roller)            | Paul Barrere                               | 3:28 |
| 16. | Eldorado Slim                          | Bill Payne                                 | 4:41 |
| 17. | Feats Don't Fail Me Now                | Paul Barrere, Lowell George, Martin Kibbee | 2:30 |
| 18. | Play Something Sweet (Brickyard Blues) | Allen Toussaint                            | 3:01 |
| 19. | All That You Dream                     | Paul Barrere, Bill Payne                   | 3:33 |
| 20. | Down Below the Borderline              | Paul Barrere, Bill Payne                   | 1:54 |
| 21. | Rockin' Shoes I and II                 | Lowell George                              | 2:34 |
| 22. | Front Page News                        | Bill Payne                                 | 4:44 |
| 23. | High Roller                            | Paul Barrere                               | 3:37 |
| 24. | Roll 'Em Easy                          | Lowell George                              | 2:40 |
| 25. | Boogie Wigwam                          | Bill Payne                                 | 1:10 |